# مسابقات دوچرخه‌سواری کلاسیک سن سباستین
مسابقات دوچرخه‌سواری کلاسیک سن سباستین (اسپانیایی: Clásica de San Sebastián‎) یک مسابقه دوچرخه‌سواری کلاسیک در اسپانیا است.
این مسابقه که در شهر سن سباستین برگزار می‌شود از سال ۱۹۸۱ تاکنون سالانه در یک روز برگزار می‌شود.

## برندگان چندگانه
مورب: رکابزنان فعال
| پیروزی | رکابزن                    | دوره             |
| ------ | ------------------------- | ---------------- |
| ۳      | مارینو لخارتا (ESP)       | ۱۹۸۱، ۱۹۸۲، ۱۹۸۷ |
| ۲      | فرانچسکو کاساگرانده (ITA) | ۱۹۹۸، ۱۹۹۹       |
| ۲      | لوران ژالابر (FRA)        | ۲۰۰۱، ۲۰۰۲       |
| ۲      | Luis León Sanchez (ESP)   | ۲۰۱۰، ۲۰۱۲       |
| ۲      | آلخاندرو والورده (ESP)    | ۲۰۰۸، ۲۰۱۴       |

## قهرمانی بر پایه کشور
| قهرمانی | کشور                                                          |
| ------- | ------------------------------------------------------------- |
| ۱۳      | اسپانیا                                                       |
| ۷       | ایتالیا                                                       |
| ۴       | فرانسه                                                        |
| ۳       | هلند                                                          |
| ۲       | بلژیک                                                         |
| ۱       | اتریش، آلمان، · مکزیک، سوئیس، · بریتانیا، ایالات متحده آمریکا |